# Papyrussammlung Oslo
Die Papyrussammlung Oslo (Papyri Osloenses) ist eine Sammlung von Handschriften der Universitätsbibliothek Oslo. Sie enthält 2.272 inventarisierte Papyri, meist Fragmente vom 3. Jahrhundert v. Chr. bis zum 7. Jahrhundert, meist in griechischer Sprache.

## Geschichte
Die Sammlung wurde durch Samson Eitrem begründet, der 1920 in Ägypten 483 Papyrusfragmente für die Universität Oslo erwarb. In den folgenden Jahren wurden in Zusammenarbeit mit dem British Museum in London, der Columbia University in New York, der Michigan University in Ann Arbor und der Princeton University weitere Fragmente erworben. Zwischen 1927 und 1929 kaufte Leiv Amundsen, der Assistent von Professor Eitrem, weitere Papyri in Ägypten, 1936 kaufte Samson Eitrem Papyri in Ägypten. 1954 wurden einige Fragmente aus dem Besitz von Nahman jun. angekauft.
Die Papyri wurden 1992 neu inventarisiert. 280 Texte wurden ediert. 237 von ihnen wurden bisher im Oslo Papyri Electronic System (OPES) digitalisiert.

## Handschriften
- Papyrusrolle mit magischen Texten (Liebeszauber), 4. Jhd., P. Oslo 1,1
- Christliches Amulett mit magischen Beschwörungen, 4./5. Jhd., P. Oslo inv. 303 (P. Oslo 1,5)[1]
- Christliches Amulett mit dem Vaterunser und dem Beginn von Psalm 90, P. Oslo inv. 1644
- Papyrus 62 aus dem Matthäus-Evangelium und dem Buch Daniel, 4. Jhd., vielleicht Amulett, P. Oslo inv. 1661

## Editionen
- Leiv Amundsen: Christian Papyri from the Oslo Collection. In: Symbolae Osloenses, Band 24, 1945.